# SCALP-EG/ストーム・シャドウ
SCALP-EG/ストーム・シャドウ（Storm Shadow）は、フランスとイギリスが開発した空中発射巡航ミサイル。MBDA社によって製造され、フランスとイギリス以外にイタリアも導入している。
SCALP-EG（フランス語: Système de Croisière Autonome à Longue Portée – Emploi Général）はフランスがつけた名称で、ストーム・シャドウはイギリスがつけた名称である。

## 概要
マトラ・デファンス社が開発したアパシュ対滑走路ミサイル（MBDA アパッチ） の射程を延伸させるため、アパッチCの開発に発展し、それはSCALPへと名称を変更した。1996年6月25日にフランス空軍がSCALP-EGの名称で採用した。1997年2月11日に開発と生産の契約が締結されるまでに、マトラ・デファンス社とブリティッシュ・エアロスペース社（BAe）のミサイル関係部門を合併させ、マトラ BAeダイナミクス社を創設した。
1998年、フランスは500発のSCALPを発注し、2000年にフランスのミラージュ 2000NがSCALPの試射を行った。翌年の5月5日にはイギリスのトーネードがストーム・シャドウの試射を行い、2002年にイギリスへ納入された。
2025年7月には、在庫の減少を補うため生産を再開するとともに、後継ミサイルの開発を推進することがフランス・イギリス間で合意された。

## 設計

### 基本構造
射程は、本国仕様で560km、輸出仕様で250km以上。
地上から20〜30m上の低空を1000km/hほどで飛行する。
ステルスミサイルではないが、先端が尖っているためレーダーの反射は抑えられている。
誘導装置の性格上、敵（防御側）からの妨害にとても強く、現状での想定しうるあらゆる電子戦システムを突破できる。

### 誘導部
誘導方法は、GPS誘導、慣性航法誘導、地形プロファイルマッチング、赤外線画像誘導の４つ。
目標の設定は発射前に行う必要があり、発射後に変更することはできない。
ミサイルが発射された後、GPSジャミングで妨害されても、地形プロファイルマッチングを主とした誘導に切り替わる。もし地形プロファイルマッチングも機能しなくなっても慣性航法誘導で飛び続ける。
目標に近づくとミサイルはホップアップ機動、つまり一旦、上昇して再度機首を下げて目標を補足する。
ホップアップ中、先端のカバーが外れて赤外線画像誘導に移る。
赤外線画像誘導なので、移動目標であっても補足範囲内であれば命中は可能だが、ミサイル到達前に目標が補足範囲外へ移動した場合は攻撃失敗の可能性がある。
また赤外線画像で得られたデータから目標への攻撃中止が判断された場合、ミサイルは事前に設定された墜落ポイントへ方向を変えて墜落させることができる。

### 弾頭部
450kgのブローチ弾頭を備えている。
ブローチ弾頭とは二重弾頭で、一段目が土やコンクリートを貫通し、二段目で目標に打撃を与える。
この弾頭により、強固なコンクリート製の建物やバンカー、地下司令部などへの攻撃が可能である。
また、対艦攻撃もできるので、敵海上戦力に打撃を与えられる。

### 発射装置
イギリス仕様は航空機により空中から発射されるが、フランス仕様は大型艦艇や潜水艦からも発射できる。

## 実戦投入
初の実戦使用は2003年のイラク戦争で、イギリス空軍の第617飛行隊が使用した。
2011年リビア内戦では、40発以下のストームシャドウが発射され、97％が目標破壊に成功した。
ISILに対しては、全てが地下のバンカーを攻撃した。
2023年、イギリスはロシアによる侵攻が続くウクライナに対してストーム・シャドウを供与、実戦投入が行われた。同年5月17日、ロシア側はストーム・シャドウ7基を迎撃したと発表した。同月19日、マリウポリの空港で爆発があったほか、同月21日にはベルジャンシクのロシア軍部隊の本部が攻撃を受けた。ロシア側は、これらの被害をストーム・シャドウによるものと発表している。同月28日、ウクライナ国防相は、供与されたストームシャドウについて「発射された100％が目標に命中した」ことを明らかにした。
フランスもエマニュエル・マクロン大統領が同年7月11日、リトアニアで開幕した北大西洋条約機構（NATO）首脳会議の会場に到着した際、「スカルプ（SCALP）をウクライナに供与する」と発表した。
ウクライナはミサイルの運用に当たり、手持ちの戦闘爆撃機Su-24MとSu-24MRに発射機能を付加した。
2024年11月20日、ウクライナがイギリス提供のストームシャドウをロシア領内に使用した。

## 派生型
MdCN
SCALP-EGの水上艦及び潜水艦発射型。MdCN(Missile De Croisière Naval)は「海軍巡航ミサイル」と言うフランス語を縮めた名称。旧称SCALP-Naval。
魚雷発射管からの発射のため、胴体形状が円筒形に変更され、ブースターの追加のほか、主翼格納方式やエンジンも変更されている。
水上艦用はシルヴァーA70VLSに搭載され、潜水艦用はシュフラン級原子力潜水艦に搭載される。水上艦用は2010年5月、潜水艦用は2011年6月に初の試射（水中発射含む）に成功した。
2018年4月17日、アキテーヌ級駆逐艦からシリアに向けて発射されたのが初の実戦投入である。

## 採用国
- アラブ首長国連邦

ブラック・シャヒーン（Black Shaheen）の名称で導入。
- フランス

1998年にフランス空軍が500発発注。2024年時点で運用中。
- ギリシャ

2000年にギリシャ空軍が90発発注。2024年時点で運用中。
- インド

2024年時点で、インド空軍がSCALP-EGを保有。
- イタリア

イタリア空軍が200発発注。
- カタール

ブラック・パール（Black Pearl）の名称で導入。
- イギリス

イギリス空軍が900発発注。
- ウクライナ

2023年、ロシアによる軍事侵攻を受けるウクライナに対する支援の一環として最初イギリスから、そしてフランスも供与。ウクライナ空軍のSu-24M/MR戦闘爆撃機に運用能力付与の改修を行って運用されている。